# 大陸委員會香港辦事處
大陸委員會香港辦事處是中華民國政府駐香港最高辦事機構，隸屬大陸委員會，對外稱臺北經濟文化辦事處（香港）（英語：Taipei Economic and Cultural Office in Hong Kong），或逕稱台北經濟文化辦事處（简称為台北办），專責處理臺、港關係的相關事務。
香港辦事處前身為1997年成立的香港事務局，於2018年改組為現名。中華民國政府原主要對外以中華旅行社名義處理在港事務，2011年，根据臺、港双方合意，该机构对外改称台北經濟文化辦事處至今。依香港法律遵行的“一个中国”原则，香港政府仅承认其“臺北經濟文化辦事處”名称，该机构在香港名義上不具外交代表機構身份。

## 歷史
過往中華民國在港最高級官員為中華民國外交部駐兩廣特派員，辦事處稱「外交部駐廣東廣西特派員公署香港辦事處」（外交部兩廣特派員公署駐香港辦事處），地址於九龍油麻地長沙街，此職向外交部部長及廣東省政府主席雙重負責，在1940年代末期被視為中國政府駐港最高級官員，在1948年九龍城事件時一度擬改為中國駐香港總領事及設立駐港總領事館在九龍城未成；及後中華民國政府撤退至台灣，以及英國政府為保英國繼續香港的統治，同時轉而承認北京的中華人民共和國政府，使該職位和駐港機構在1950年1月7日撤銷。
自1956年雙十暴動，中華民國政府機構不能以官方名義於香港出現，只能以「中華旅行社」之商業機構名義運作（相對之中華人民共和國政府於香港之簽證機構為中國旅行社），而僑務委員會的駐港辦事處則以「華僑旅運社」運作，兩者長期合署辦公，其負責人為總經理，此模式一直維持至香港主權移交後。
1997年7月1日，「行政院大陸委員會香港事務局」成立，將原有政府駐港機構納入。香港特別行政區政府就中華旅行社發出聲明，謂鑒於香港特區政府因為中華人民共和國接收後並不能承認「台灣機構」（中華民國政府）之官方地位，故香港事務局只能以非官方身分在港運作，並需要接受某些條件。中華旅行社總經理鄭安國在1999年代表中華民國政府解釋兩國論，港台關係受到影響。
2011年7月4日，陸委會主委賴幸媛召開記者會宣布，經中華民國政府與香港特別行政區政府密集磋商達成協議後，「中華旅行社」自7月15日起對外名稱更名為「台北經濟文化辦事處」。香港政府取消派駐該機構員額限制，又同意將給予駐香港人員類似一般駐外人員的優遇安排。中華民國行政院依《香港澳門關係條例》，核准香港和澳門政府到臺灣設立辦事機構。香港特別行政區政府於2011年12月在臺灣成立「香港經濟貿易文化辦事處」。
2018年6月13日，公布制定《大陸委員會組織法》。同年7月2日摘去「行政院」前銜，更名為大陸委員會，正式成為正部級機關。為配合組改，於2018年7月2日香港事務局改制為「大陸委員會香港辦事處」，對外續稱「台北經濟文化辦事處」。
2018年6月，盧長水接替嚴重光职务，但因香港特别行政区政府拒发工作签证，未能抵任。2020年时，仍在台北办公。2020年7月16日，陆委会主委陳明通首度透露盧長水被拒原因，是中華民國政府拒绝接受香港特别行政区在换文内容中增加的“额外政治条件”。公开报道指，“额外政治条件”即要求驻港人员签署“一个中国承诺书”。盧長水无法赴任后，由联络组组长高铭村代理。到2020年7月时，代理处长兼联络组组长高铭村、服务组组长周家瑞、综合组组长李晋梅以及多位秘书亦可能因同样原因无法获得续签签证而返台。所设五位组长中，仅余经济组组长倪伯嘉一人。面对政治困境，陆委会表示台湾不会因此撤馆，将坚守到最后一刻。17日，行政院长蘇貞昌表示，“我们有港澳条例，有相关机构，但我们是主权独立的国家”，会坚守主权。2020年8月，時任服務組副組長、副參事林振宙暫代處長一職，為駐館最後12位的外交人員之一。
2021年3月底，根據時任陸委會主委邱太三在立法院質詢時的資訊，僅剩10位外交人員。所有人員的簽證將會在7月底到期，可能將迫使中華民國政府關閉駐港辦事處。5月10日，陸委會副主委邱垂正回覆立委查詢時表示駐港辦事處只剩8名駐港人員，另有55名香港僱員，已經啟動代理機制，若相關人員仍無法獲得簽證可能將營運至年底為止。6月20日因港府發函要求不簽署「一中承諾書」者於21日離港，7人簽證期滿前返台，僅餘1名經濟部駐港代表的經濟組組長倪伯嘉留守至7月簽證到期。6月21日，陸委會主委邱太三召开记者会，解释七名驻港人员为何撤离香港。最後一名駐港人員倪伯嘉7月30日下午啟程返台，駐港辦未來全由香港僱員協助維持運作。

## 图片

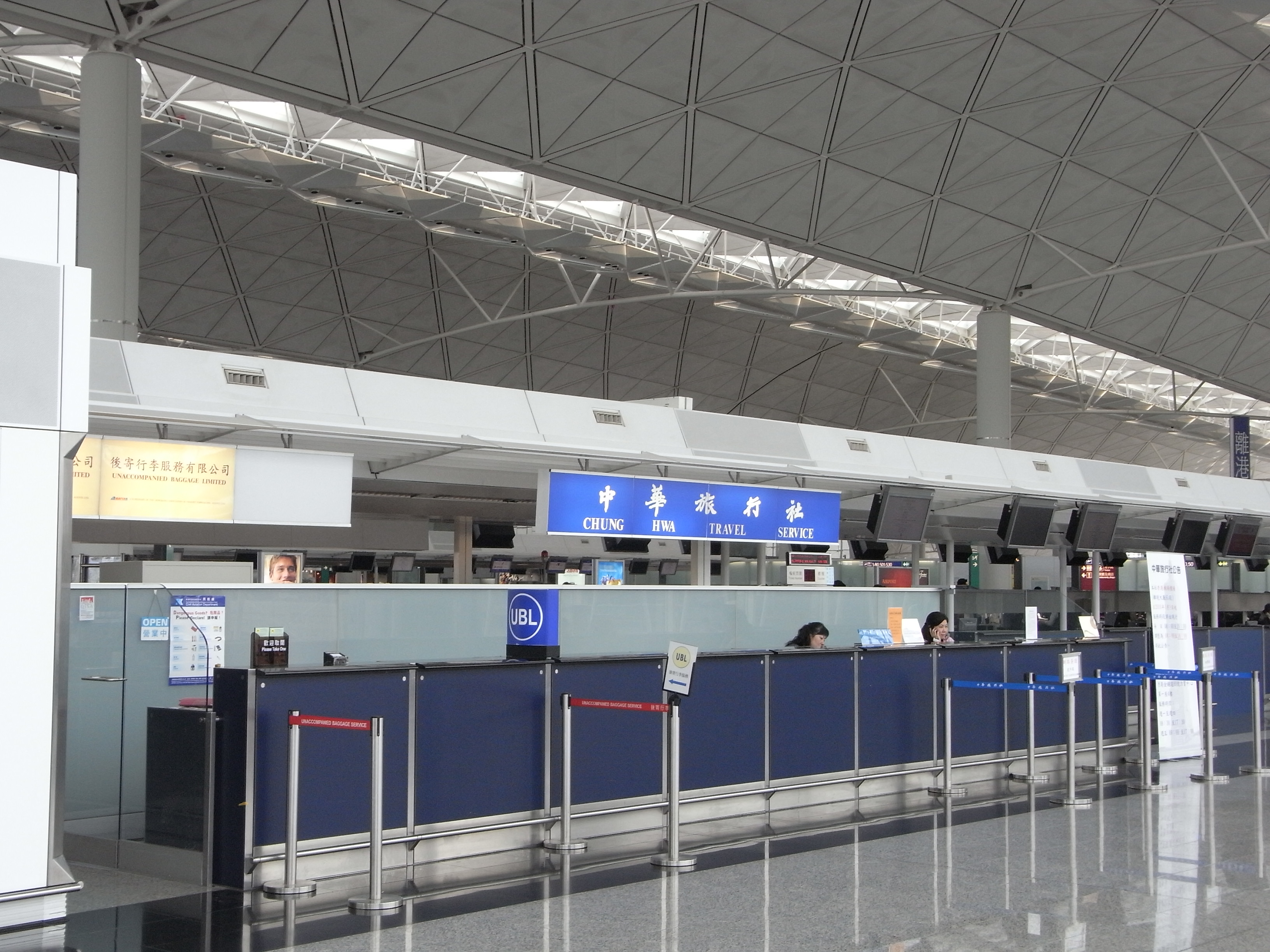
中華旅行社曾在香港國際機場的服務點
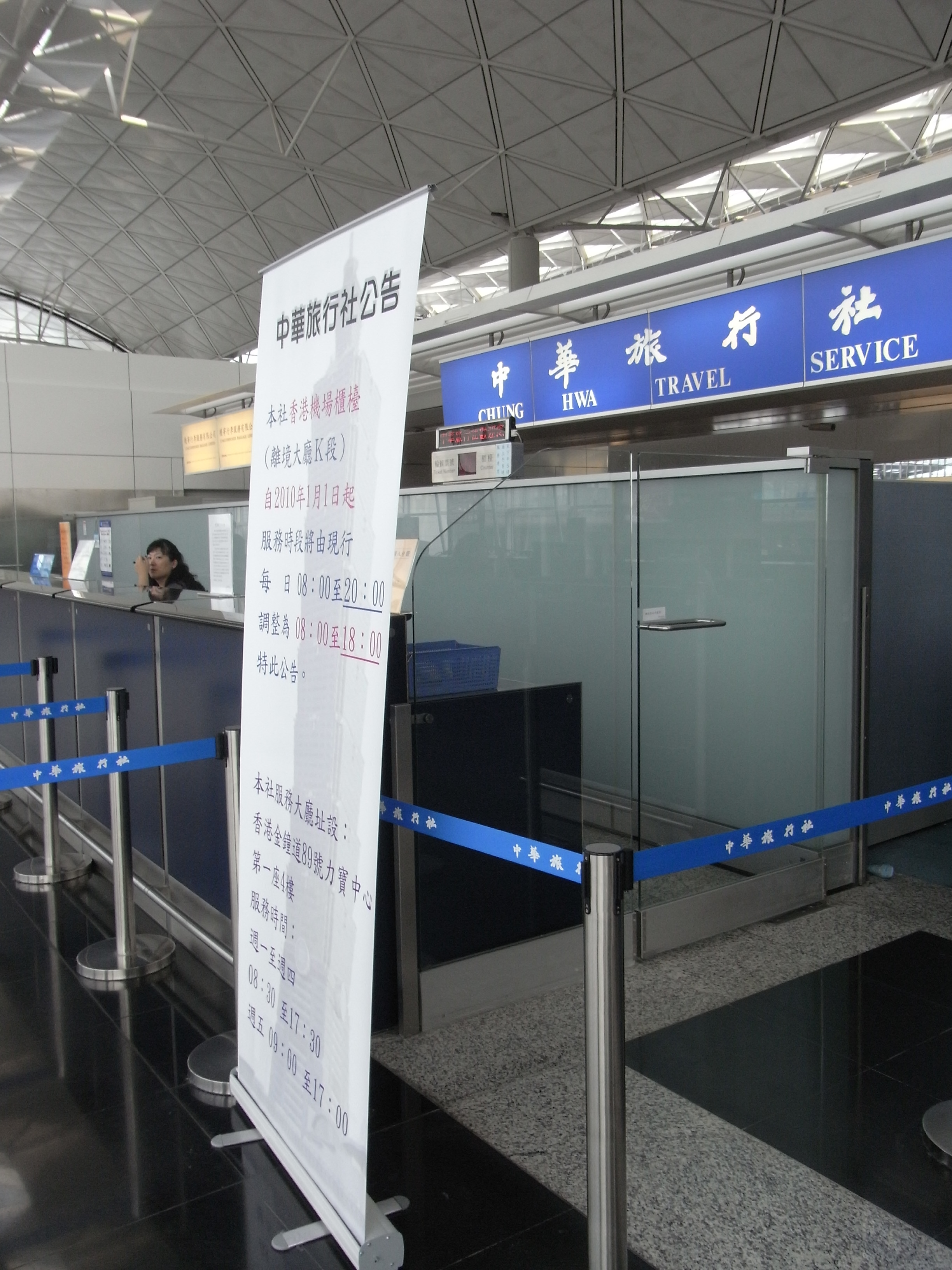
中華旅行社曾在香港國際機場的服務點

## 歷任主管
| 任別                                                     | 姓名             | 就職時間         | 卸任時間                           |                  |
| 中華旅行社總經理                                         | 中華旅行社總經理 | 中華旅行社總經理 | 中華旅行社總經理                   | 中華旅行社總經理 |
| -------------------------------------------------------- | ---------------- | ---------------- | ---------------------------------- | ---------------- |
|                                                          | 黎昌意           | 1992年           | 1995年7月                          |                  |
|                                                          | 鄭安國           | 1995年7月        | 1999年12月                         |                  |
|                                                          | 張良任           | 2001年1月        | 2004年5月                          |                  |
|                                                          | 鮑正鋼           | 2004年5月        | 2007年10月                         |                  |
|                                                          | 楊家駿           | 2007年12月       | 2011年12月                         |                  |
| 大陸委員會香港辦事處處長（駐香港台北經濟文化辦事處主任） |                  |                  |                                    |                  |
| 1                                                        | 朱曦             | 2011年12月       | 2013年7月                          |                  |
| 2                                                        | 嚴重光           | 2013年8月        | 2018年7月                          |                  |
| 3                                                        | 盧長水           | 2018年8月        | 因未獲發簽證而在臺北辦公，未能抵任 |                  |
| 代理                                                     | 高銘村           | 2018年8月        | 2020年7月                          |                  |
| 代理                                                     | 林振宙           | 2020年8月        | 2021年6月20日                      |                  |
| 代理                                                     | 倪伯嘉           | 2021年6月21日    | 2021年7月30日                      |                  |
| 代理                                                     | （未公布）       | 2021年7月31日    |                                    |                  |

## 組織
過去在香港稱為「中華旅行社」，是為方便於香港以非官方機構名義運作所使用的非官方名稱。該社負責辦理前往臺灣的各類簽證和出入境旅行證件；協助旅居香港的中華民國國民；統籌臺港兩地的學術、教育及與社會各界交流及聯繫事項以及文書認證、問題研究及其他綜合性事項。業務內容及性質與一般「旅行社」全然不同，因此中華旅行社並沒有領取任何旅行社牌照。
香港事務局下設五組，總部位於金鐘力寶中心。自2021年8月2日，搬遷至灣仔港灣道18號中環廣場4907室。

### 服務組、聯絡組及綜合組
服務組掌理中華民國護照申請、申換、補發及文書驗證、外籍人士簽證事項，以及負責大陸及港澳人士申請赴臺灣入境證、網簽領證事項。聯絡組負責證務、學術、教育及社會各界之交流聯繫，綜合組則主管該局統籌、研究發展及考核事項。自2021年12月20日起，遷往港灣道18號中環廣場4907-4908室。

### 新聞組

光華新聞文化中心標誌

駐地名稱為「光華新聞文化中心」，辦理臺港文化及新聞交流等服務工作，原屬行政院新聞局，辦公室位於太古廣場40字樓，設有圖書館給公眾使用，2004年遷往灣仔港灣道18號中環廣場49樓4907室。2012年新聞局裁撤，光華新聞文化中心改隸文化部，組織名稱仍為台北經濟文化辦事處新聞組，主要負責辦理臺港澳文化交流等服務工作，為臺灣文化藝術之重要展示與交流平台。新聞組組長職稱為光華新聞文化中心主任，除羅智成皆為女性。
歷任組長（主任）：
| 姓名   | 任期時間              |
| ------ | --------------------- |
| 江素惠 | 1991年1月-2001年12月  |
| 路平   | 2003年1月－2009年12月 |
| 羅智成 | 2010年1月－2011年6月  |
| 張曼娟 | 2011年9月－2012年6月  |
| 李應平 | 2012年8月－2013年7月  |
| 盧健英 | 2013年8月－2016年8月  |
| 胡晴舫 | 2016年9月－2018年12月 |
| 盧筱萱 | （代理）              |

### 商務組
駐地名稱為「遠東貿易服務中心駐香港辦事處」，服務轄區涵蓋香港、澳門及中國大陸。負責經貿、投資等事項，以及商情之蒐集。位於灣仔港灣道18號中環廣場15樓1503室，自2021年7月30日組長倪伯嘉簽證到期回台後，組長暫未派。
另在尖沙咀海防道海防大廈7樓701-703室，設有九龍辦事處（海華服務基金），定期舉辦赴臺升學輔導與學術研究講座，並從2005年開始取代珠海學院，接受臺灣公私立大學校院海外聯合招生委員會委託辦理香港聯合招生工作。另一度曾在香港國際機場設有機場辦事處，但已經停止服務。。
此外，有臺北貿易中心、臺灣觀光協會香港辦事處、中央通訊社香港分社等相關駐港業務單位。

### 引用
1. 1 2 3  . 2011-07-04  [2021-11-16]. （原始内容存档于2015-12-24）.
2. 1 2  纪欣. . 多维新闻网，原载《观察》杂志第95期，2021年7月号. 2021-06-29  [2021-11-16]. （原始内容存档于2021-07-15） （简体中文）.
3. ↑  2000年4月22日 政府就中華旅行社問題發表聲明 香港特區政府新聞公報 （页面存档备份，存于）（注意聲明無「中華民國」等字眼）
4. ↑  .   [2007年12月27日]. （原始内容存档于2015年9月24日）.
5. 1 2 3  陳民峰. . 法國國際廣播電台網站. 2020-07-17  [2020-07-19]. （原始内容存档于2020-07-19） （中文（香港））.
6. 1 2  . 中央通訊社. 2020-07-17  [2020-07-19]. （原始内容存档于2020-07-17） （中文（繁體））.
7. ↑  . 立場新聞.   [2021-05-10]. （原始内容存档于2021-05-13）.
8. ↑  .   [2021-06-20]. （原始内容存档于2021-06-24）.
9. ↑  . www.cna.com.tw.   [2021-08-02]. （原始内容存档于2021-08-02） （中文（臺灣））.
10. ↑  . www.cna.com.tw.   [2021-10-28]. （原始内容存档于2021-06-24） （中文（臺灣））.
11. ↑  . www.cna.com.tw.   [2021-10-28]. （原始内容存档于2021-08-02） （中文（臺灣））.
12. ↑  .   [2013-10-04]. （原始内容存档于2013-09-29）.
13. ↑  . 香港辦事處. 2021-08-03  [2021-08-11]. （原始内容存档于2021-08-11） （中文（臺灣））.
14. ↑  . on.cc東網. 2021-12-13  [2021-12-16]. （原始内容存档于2021-12-13） （中文（香港））.
15. ↑  .   [2008-10-06]. （原始内容存档于2008-03-13）.
16. ↑  . 中央通訊社. 2012-06-14  [2012-06-14]. （原始内容存档于2013-10-05）.
17. ↑  .   [2011年1月11日]. （原始内容存档于2013年10月4日）.
18. ↑  . 美國之音.   [2021-10-27]. （原始内容存档于2021-10-29）.
19. ↑  .   [2015-04-29]. （原始内容存档于2015-12-24）.

## 外部連結
- 外交部領事事務局 - 香港 （页面存档备份，存于）
- 台北經濟文化辦事處服務組 （页面存档备份，存于）
- 台北經濟文化辦事處新聞組-光華新聞文化中心 （页面存档备份，存于）